# Rocca di Trifels
La Rocca di Trifels (in tedesco Reichsburg Trifels) è un castello medievale situato vicino alla città di Annweiler am Trifels, nella regione del Palatinato. È un bene culturale protetto dalla Convenzione dell'Aia.

## Geografia
Il castello si erge su una delle tre creste di una montagna vicino alla città di Annweiler am Trifels. Il nome Trifels letteralmente significa infatti "tripla roccia".
Sulla cime delle altre due creste si trovano i castelli di Anebos e Scharfenberg.

## Storia

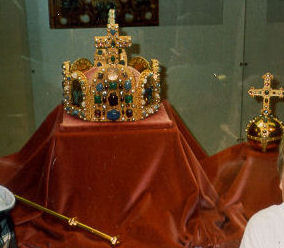
Repliche delle Insegne Imperiali che vengono oggi conservate nel castello

Appartenente al Ducato di Franconia, fu citato per la prima volta in un atto di donazione del 1081, in cui il primo proprietario, un nobile di nome Diemar, ne trasferisce la proprietà ai membri della Dinastia Salica. Nel 1113, Enrico V lo trasformò in un castello imperiale.
Dopo la morte di Enrico V nel 1125, suo nipote Federico II di Svevia mise al sicuro qui le insegne imperiali degli Hohenstaufen, dove rimasero fino al 1220.
Nel 1193 il re inglese Riccardo Cuor di Leone fu tenuto prigioniero nella rocca, dopo essere stato catturato nei pressi di Vienna da Leopoldo V di Babenberg.
La torre principale fu costruita attorno al 1190, mentre la torre della fontana e la cinta muraria furono cominciate nel 1230.
Con la costituzione del Grande Interregno e la caduta della Dinastia Hohenstaufen, il castello perse importanza e fu ipotecato più volte, fino ad essere trasferito al Ducato di Palatinato-Zweibrücken nel 1410. Nel 1602 fu colpito e distrutto da un fulmine, portandolo a un conseguente abbandono che durò per due secoli.
Nel 1840 i re bavaresi di Wittelsbach cominciarono il restauro del castello. Nel 1866 fu fondata la Trifelsverein, associazione incaricata di gestire il restauro del castello, che continuò anche durante l'epoca nazista fino alla seconda metà del XX secolo. I lavori furono interrotti solo nel 1935 a causa di degli scavi archeologici che furono effettuati sotto al castello.
A causa del lungo restauro, il castello è molto differente rispetto alla sua forma medievale originale.

## Altre attività
Il castello è molto apprezzato dagli arrampicatori che frequentano le rocce sotto al castello.

## Galleria d'immagini

Rocca di Trifels - Reichsburg Trifels
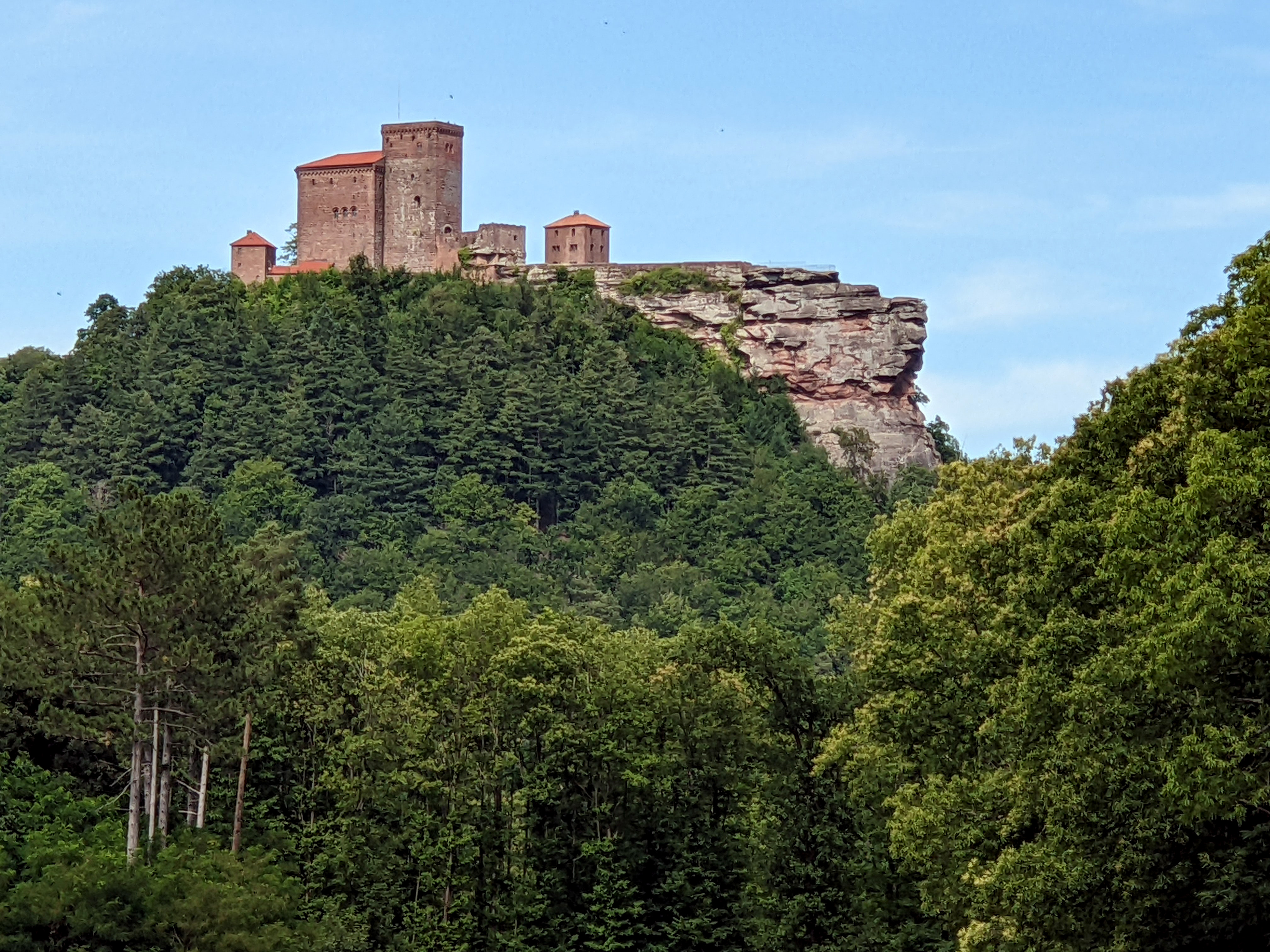
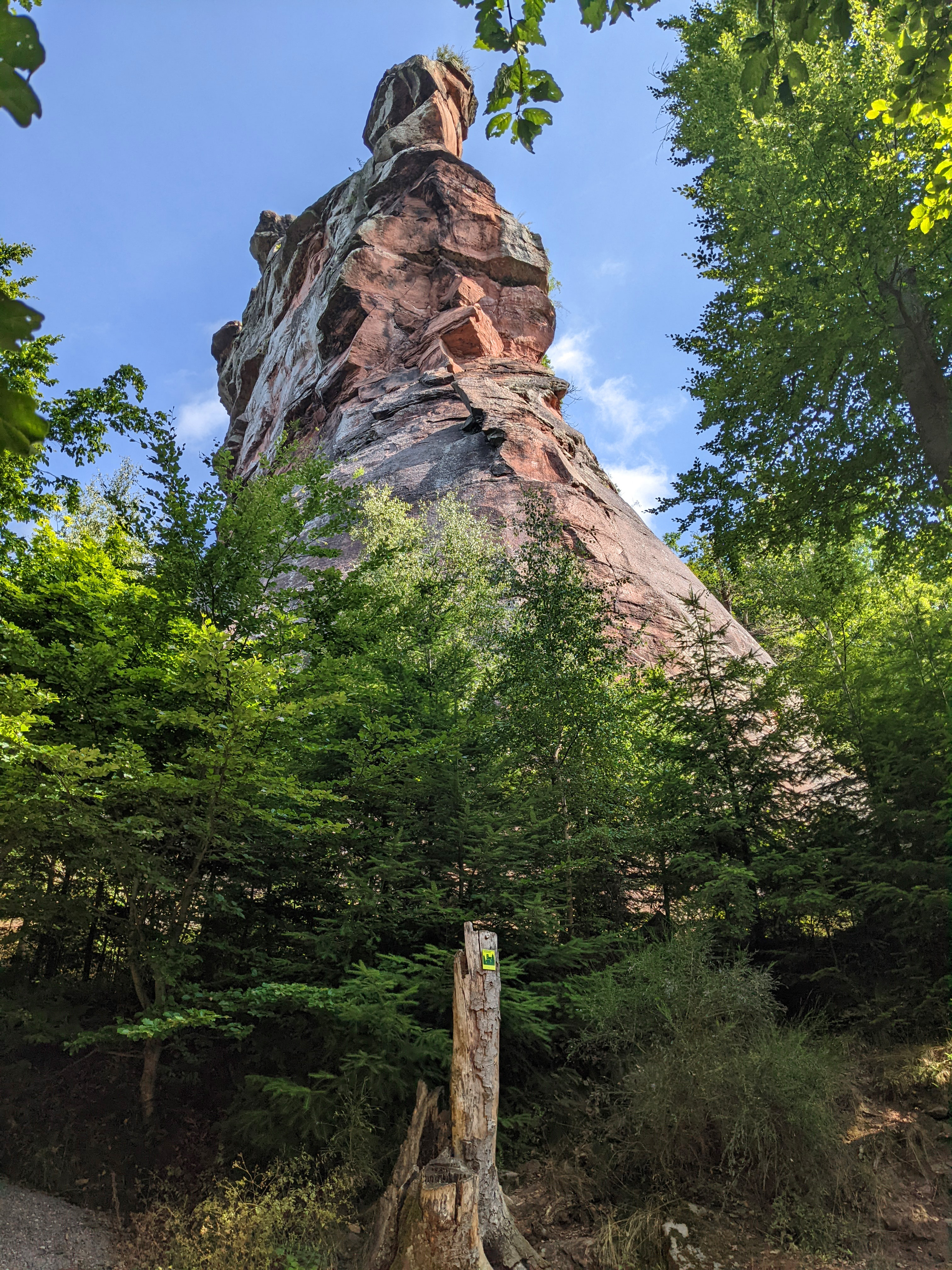
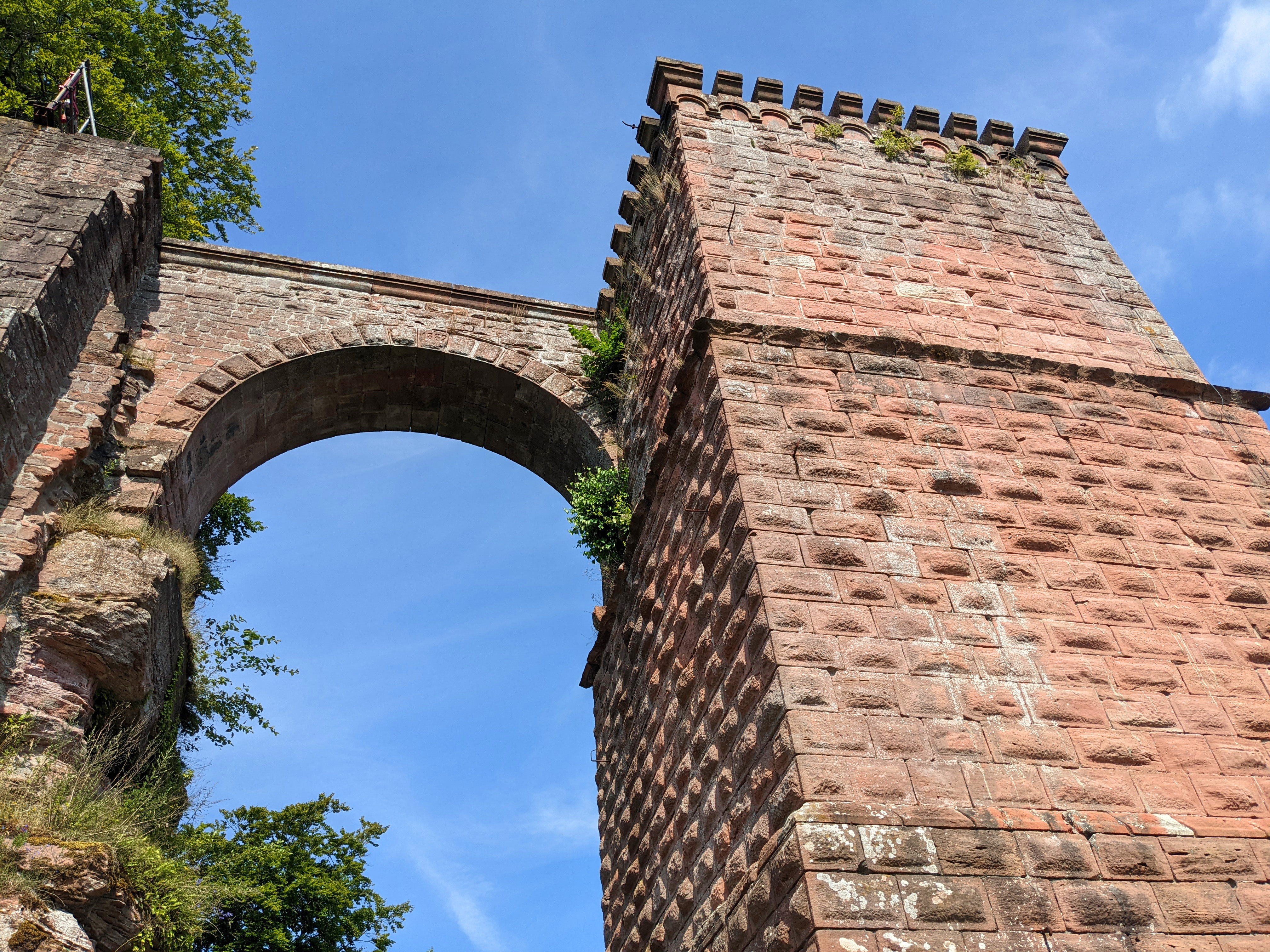
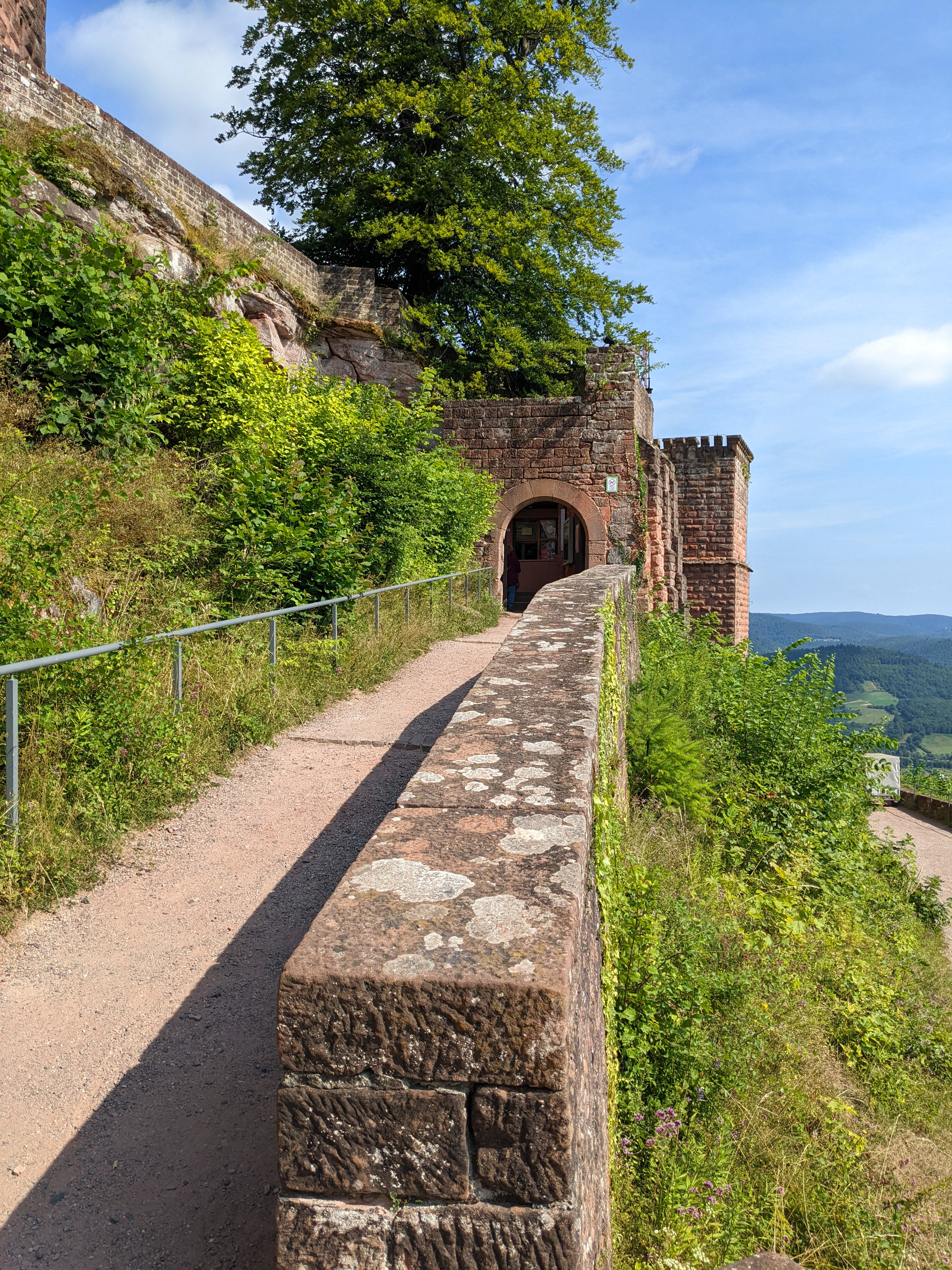
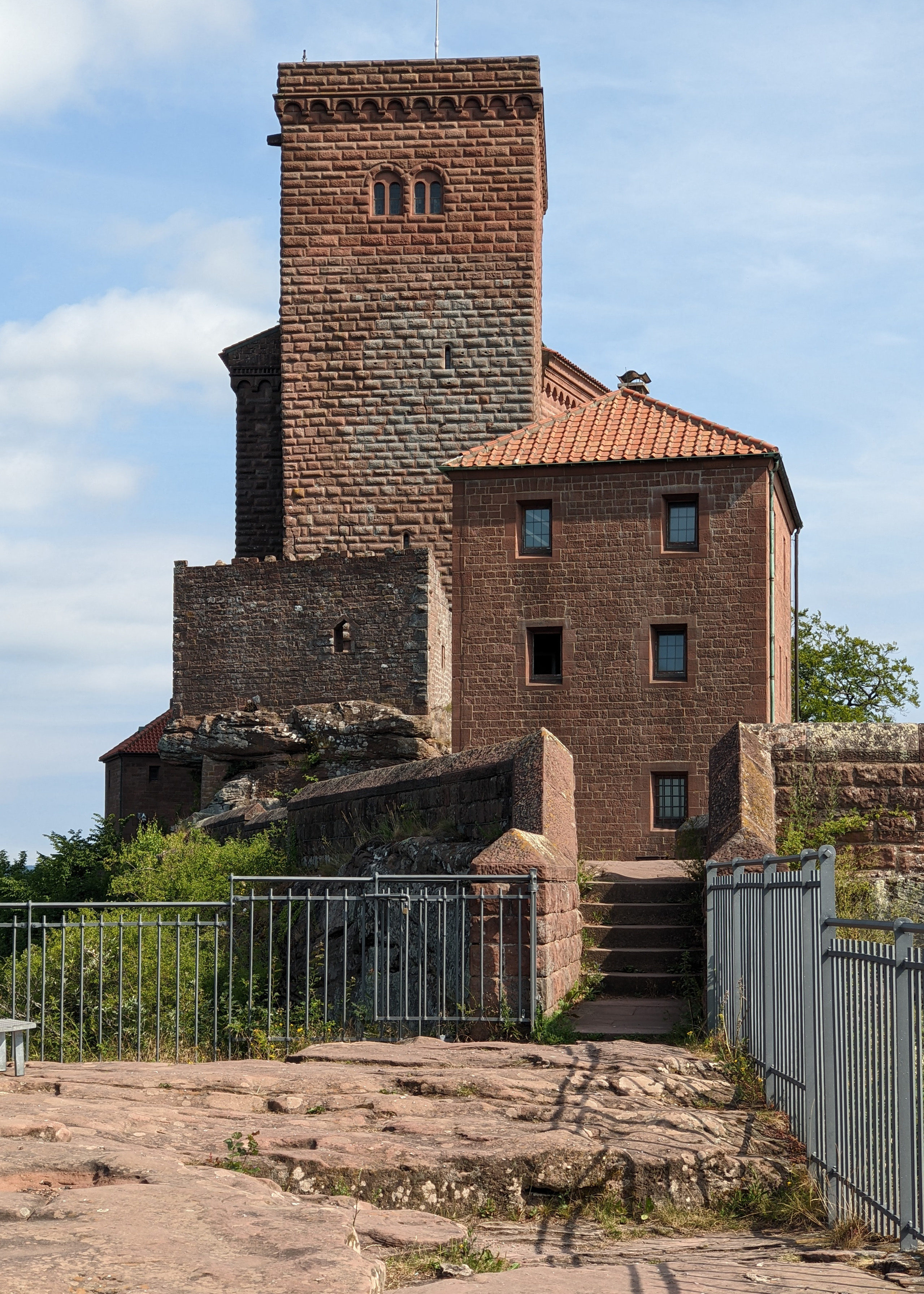
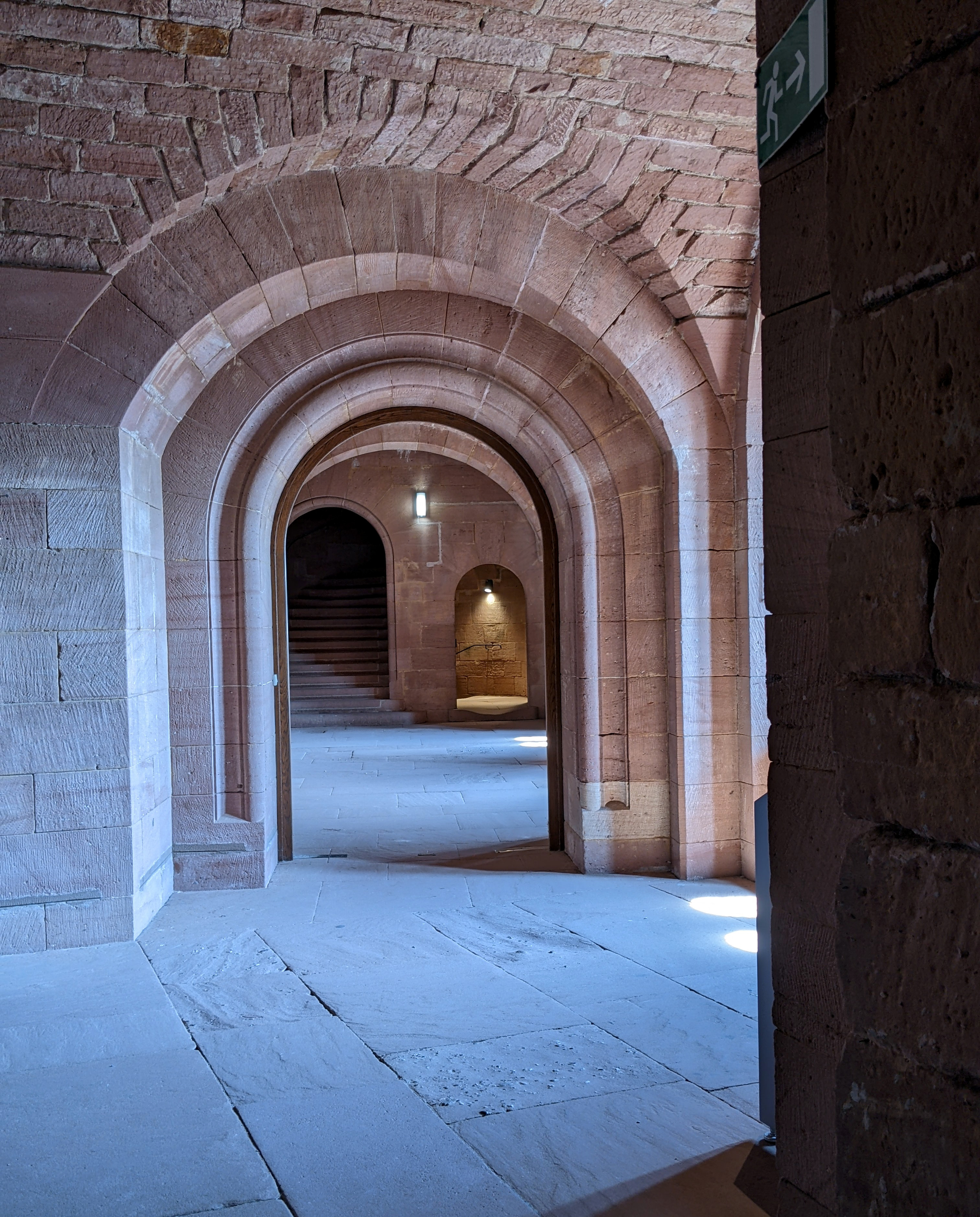
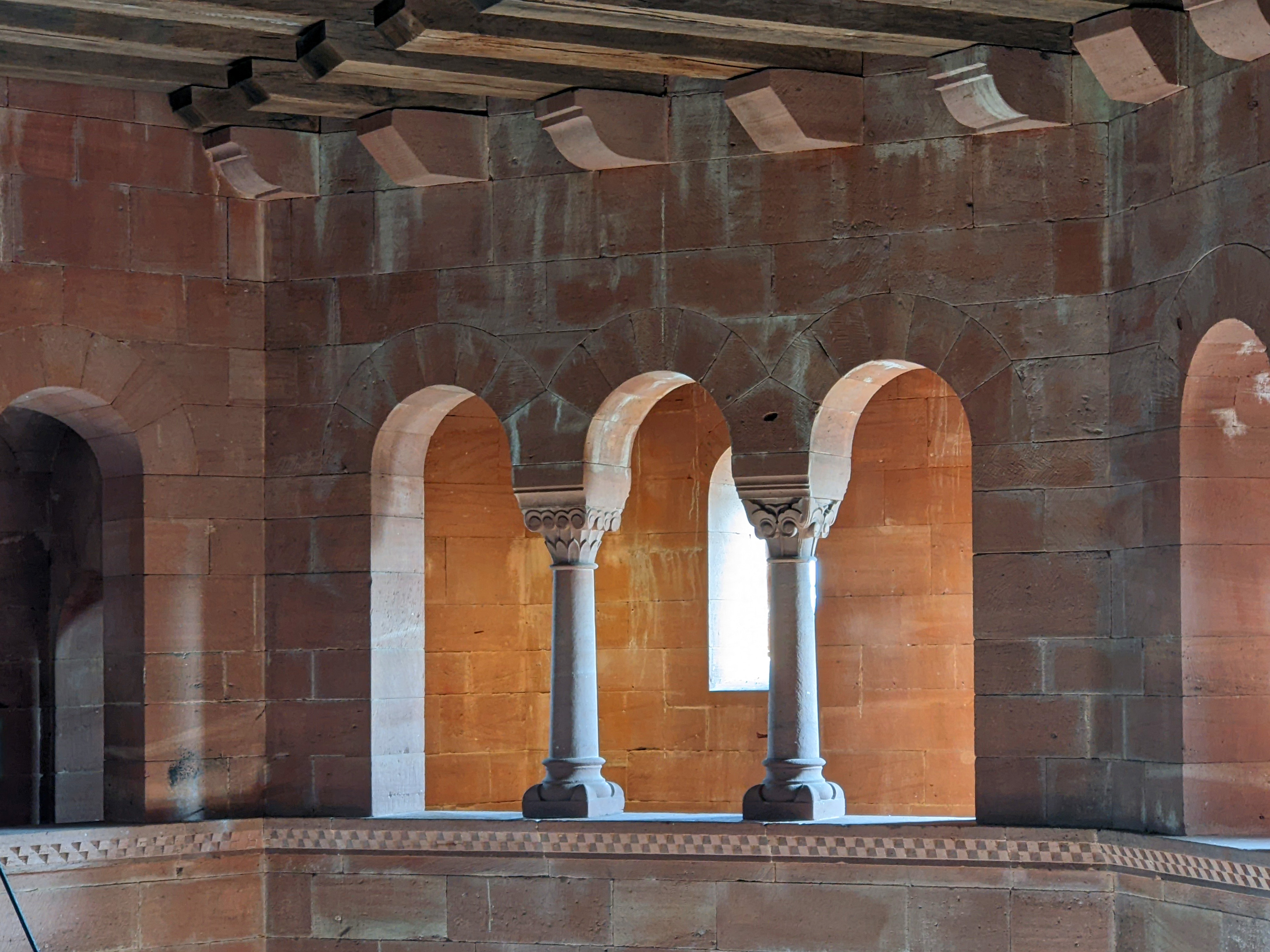
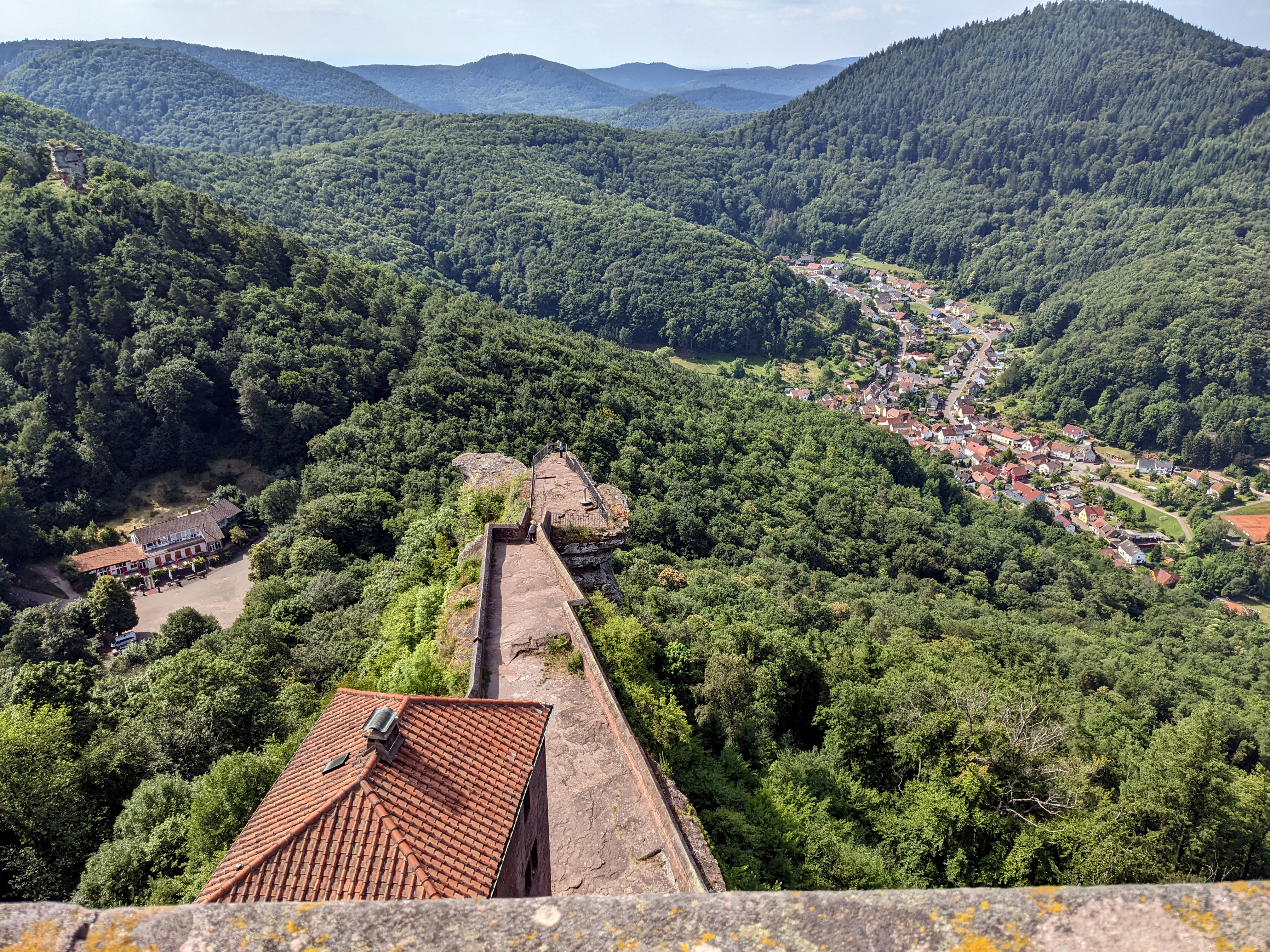